# 北条高朝
北条 高朝（ほうじょう　たかとも、生年不詳 - 元弘3年/正慶2年5月22日（1333年7月4日））は、鎌倉時代末期の北条氏の一門。大仏流北条高直の末子。治部大夫、式部大夫、陸奥式部大夫。
元弘3年/正慶2年（1333年）に新田義貞が鎌倉に侵攻して来ると、敗れて5月22日に北条一族と共に東勝寺で自害した。